# Смолінський Леонід Денисович
Леоні́д Дени́сович Смолі́нський (16 грудня 1964 — 12 серпня 2014) — капітан запасу Збройних сил України, боєць Добровольчого корпусу «Правого Сектору».

## Життєпис
Народився 1964 року в смт Летичів (Хмельницька область). 1982 року закінчив Летичівську ЗОШ № 2, вступив до Костромського вищого командного училища хімічного захисту. Після успішного закінчення в 1986 році був направлений на службу в НДР — на посаду командира загону. Учасник війни в Афганістані. В 1991 році звільнився із Збройних сил в званні капітана. Активний учасник Революції Гідності з перших днів.
Вдень 12 серпня, автобус групи бійців ДУК «Правий сектор» потрапив у засідку на блок-посту поблизу м. Донецька на об'їзній трасі біля залізничної станції Мандрикине. Послали на завдання без бронежилетів, дали лише автомати — їхали в автобусі на блокпост, який раніше війська відбили у терористів. Врятуватися вдалося тільки трьом бійцям, які потрапили в полон. Серед них був командир групи Марлен Місіратов «Татарин» та два брати Мартинових Олег та Андрій. Тоді ж загинули Величко Володимир Володимирович, Волощук Михайло Володимирович, Зозуля Анатолій Михайлович, Малолітній Олександр Іванович, Мартинов Олександр Олександрович, Мірошніченко Микола Валентинович, Пальгуєв Олександр Сергійович, Петрушов Олександр Валентинович, Суховий Сергій Іванович.
Леонід був водієм, у Смолінського була велика дірка в грудях, після того терористи ще й подзвонили 81-річній мамі.
Без Леоніда залишились мама, дружина, дві доньки.
Похований в м. Хмельницький 22 серпня 2014-го, Алея Слави міського кладовища у Раковому.

## Нагороди
В 2021 році був нагороджений орденом «За мужність» III ступеня (посмертно).

## Вшанування
- Рішенням 5-ї сесії Хмельницької міської ради № 1 від 16 березня 2016 року нагороджений Почесною відзнакою міської громади «Мужність і відвага» жителів міста Хмельницького (посмертно);
- Рішенням Хмельницької міської ради присвоєно звання «Почесний громадянин міста Хмельницького» (посмертно);
- Розпорядженням Летичівської селищної ради № 3 від 6 січня 2016 року іменем Леоніда Смолінського названо вулицю у смт. Летичів (колишня назва — «вулиця Куйбишева»).
- Його портрет розміщений на меморіалі «Стіна пам'яті полеглих за Україну» у Києві: секція 2, ряд 4, місце 37.
- вшановується 12 серпня на ранковому церемоніалі загиблих українських героїв, які загинули в різні роки внаслідок російської агресії.[4]
- Відзнака «Бойовий Хрест Корпусу» (посмертно).[5]
- почесний громадянин Летичева (посмертно; рішення сесії № 17 від 28.08.2014)[6]